# Буссю
Буссю́ (фр. Boussu, валлон. и пикард. Boussu-dlé-Mont) — коммуна в Валлонии, расположенная в провинции Эно, округ Монс. Принадлежит Французскому языковому сообществу Бельгии. На площади 20,01 км² проживают 20 058 человек (плотность населения — 1002 чел./км²), из которых 47,08 % — мужчины и 52,92 % — женщины. Средний годовой доход на душу населения в 2003 году составлял 10 102 евро.
Почтовые коды: 7300, 7301. Телефонный код: 065.

## История
В конце XIX — начале XX века развитию города хорошо послужили находящиеся в его окрестностях каменноугольные копи. Здесь также функционировал железный сахарный и стеклянный заводы, а также проволочная фабрика.
Среди достопримечательностей города — замок графов Караман де-Бомон.